# Raquel Pennington
Raquel Pennington (Colorado Springs, 5 de setembro de 1988) é uma lutadora de artes marciais mistas que atualmente compete na categoria peso-galo do Ultimate Fighting Championship. Atualmente Pennington é a campeã da divisão peso-galo feminino do UFC. 

## Vida pessoal
Raquel Pennington cresceu praticando vários esportes, como basquetebol, softbol, voleibol, mas sempre desejando o boxe. Ela é graduada pela Harrison High School (Colorado Springs) em 2007. Ela nunca competiu em esportes no nível colegial devido a uma fratura.
Em maio de 2017 pediu em casamento a namorada Tecia Torres e até ficou de joelhos para lhe entregar um anel. As duas lutadoras namoram há anos e já dividem a mesma casa nos Estados Unidos.

## Carreira no MMA

### Início no MMA
Pennington começou a treinar MMA aos 19 anos de idade, embora seus pais não apoiarem desde o início. Ela lutou no MMA amador de 2009 a 2011, tendo o recorde de 7 vitórias e 1 derrota com cinco lutas vencidas por submissão. Sua estreia no MMA profissional foi contra Kim Couture em março de 2012. Ela venceu por nocaute técnico.

### Invicta Fighting Championships
Pennington fez sua estreia no Invicta FC contra sua futura companheira de The Ultimate Fighter, Sarah Moras em 28 de julho de 2012 no Invicta FC 2. Raquel venceu por decisão unânime.
Em suas duas lutas seguintes Raquel saiu derrotada, sendo uma para Cat Zingano por finalização no Invicta FC 3 e uma para Leslie Smith por decisão unânime no Invicta FC 4.

### The Ultimate Fighter
Em agosto de 2013, Raquel foi anunciada como uma das participantes do The Ultimate Fighter: Team Rousey vs. Team Tate. Ela venceu a veterana Tonya Evinger por finalização (guilhotina) na rodada eliminatória e foi a terceira escolha para o time de Miesha Tate.
Pennington enfrentou Jessamyn Duke nas quartas de final do torneio e venceu por decisão unânime após três rounds (29-28, 29-28 e 29-28). A luta acabou rendendo às duas lutadoras o prêmio de Luta da Temporada.
Na semifinal, Raquel enfrentou a ex-campeã de boxe, Jessica Rakoczy no último episódio do reality show. Antes da luta, Pennington lesionou a mão, porém lutou mesmo assim e acabou perdendo por decisão unânime.

### Ultimate Fighting Championship
Raquel fez sua estreia na organização contra sua ex-companheira de TUF, Roxanne Modafferri no The Ultimate Fighter 18 Finale. Ela venceu por decisão unânime.
Pennington foi selecionada para substituir a lesionada Julianna Peña contra Jéssica Andrade em 15 de março de 2014 no UFC 171. Ela perdeu após uma luta muito equilibrada por decisão dividida.
Raquel era esperada para enfrentar a ex-campeã de boxe, Holly Holm em 6 de Dezembro de 2014 no UFC 181. No entanto, uma lesão tirou Holm do evento e Pennington foi colocada para enfrentar Ashlee Evans-Smith. Ela venceu a luta por finalização técnica com um bulldog choke no primeiro round.
A luta entre Pennington e Holly Holm foi remarcada para 28 de Fevereiro de 2015 no UFC 184 e Pennington foi derrotada por decisão dividida.
Pennington era esperada para enfrentar Liz Carmouche em 5 de Setembro de 2015 no UFC 191. No entanto, uma lesão tirou Carmouche da luta, e ela foi substituída por Jéssica Andrade, a luta foi uma revanche de sua derrota no UFC 171. Pennington venceu por finalização com um mata leão no segundo round.
Pennington enfrentou a brasileira Bethe Correia em 16 de Abril de 2016 no UFC on Fox: Teixeira vs. Evans. Após um combate muito equilibrado, Pennington venceu o combate por decisão dividida.
Pennington foi escalada para enfrentar a compatriota Elizabeth Phillips em 20 de Agosto de 2016 no UFC 202: Diaz vs. McGregor II.

## Cartel no MMA
| Cartel no MMA   |             |            |
| 20 lutas        | 12 vitórias | 8 derrotas |
| Por nocaute     | 1           | 1          |
| Por finalização | 3           | 1          |
| Por decisão     | 8           | 6          |

| Res.    | Cartel | Oponente             | Método                                         | Evento                                       | Data       | Round | Tempo | Local                   | Notas                                                            |
| ------- | ------ | -------------------- | ---------------------------------------------- | -------------------------------------------- | ---------- | ----- | ----- | ----------------------- | ---------------------------------------------------------------- |
| Vitória | 16-8   | Mayra Silva          | Decisão (unânime)                              | UFC 297: Strickland vs. Du Plessis           | 20/01/2024 | 5     | 5:00  | Toronto, Ontário        | Conquistou o Cinturão Peso Galo Feminino do UFC que estava vago. |
| Vitória | 15-8   | Ketlen Vieira        | Decisão (dividida)                             | UFC Fight Night: Strickland vs. Imavov       | 14/01/2023 | 3     | 5:00  | Las Vegas, Nevada       |                                                                  |
| Vitória | 14-8   | Aspen Ladd           | Decisão (unânime)                              | UFC 273: Volkanovski vs. Korean Zombie       | 09/04/2022 | 3     | 5:00  | Jacksonville, Florida   | Retornou aos Galos.                                              |
| Vitória | 13-8   | Macy Chiasson        | Finalização (guilhotina)                       | UFC Fight Night: Lewis vs. Daukaus           | 18/12/2021 | 2     | 3:07  | Las Vegas, Nevada       | Estreia nos Penas; Chiasson não bateu o peso.                    |
| Vitória | 12-8   | Pannie Kianzad       | Decisão (unânime)                              | UFC Fight Night: Smith vs. Spann             | 18/09/2021 | 3     | 5:00  | Las Vegas, Nevada       |                                                                  |
| Vitória | 11-8   | Marion Reneau        | Decisão (unânime)                              | UFC on ESPN: Blaydes vs. Volkov              | 20/06/2020 | 3     | 5:00  | Las Vegas, Nevada       |                                                                  |
| Derrota | 10-8   | Holly Holm           | Decisão (unânime)                              | UFC 246: McGregor vs. Cowboy                 | 18/01/2020 | 3     | 5:00  | Las Vegas, Nevada       |                                                                  |
| Vitória | 10-7   | Irene Aldana         | Decisão (dividida)                             | UFC on ESPN: dos Anjos vs. Edwards           | 20/07/2019 | 3     | 5:00  | San Antonio, Texas      |                                                                  |
| Derrota | 9-7    | Germaine de Randamie | Decisão (unânime)                              | UFC Fight Night: Korean Zombie vs. Rodríguez | 10/11/2018 | 3     | 5:00  | Denver, Colorado        |                                                                  |
| Derrota | 9-6    | Amanda Nunes         | Nocaute Técnico (socos)                        | UFC 224: Nunes vs. Pennington                | 12/05/2018 | 5     | 2:36  | Rio de Janeiro          | Pelo Cinturão Peso Galo Feminino do UFC.                         |
| Vitória | 9-5    | Miesha Tate          | Decisão (unânime)                              | UFC 205: Alvarez vs. McGregor                | 12/11/2016 | 3     | 5:00  | New York, New York      |                                                                  |
| Vitória | 8-5    | Elizabeth Phillips   | Decisão (unânime)                              | UFC 202: Diaz vs. McGregor II                | 20/08/2016 | 3     | 5:00  | Las Vegas, Nevada       |                                                                  |
| Vitória | 7-5    | Bethe Correia        | Decisão (dividida)                             | UFC on Fox: Teixeira vs. Evans               | 16/04/2016 | 3     | 5:00  | Tampa, Florida          |                                                                  |
| Vitória | 6-5    | Jéssica Andrade      | Finalização (mata leão)                        | UFC 191: Johnson vs. Dodson II               | 05/09/2015 | 2     | 4:58  | Las Vegas, Nevada       |                                                                  |
| Derrota | 5-5    | Holly Holm           | Decisão (dividida)                             | UFC 184: Rousey vs. Zingano                  | 28/02/2015 | 3     | 5:00  | Los Angeles, California |                                                                  |
| Vitória | 5-4    | Ashlee Evans-Smith   | Finalização Técnica (estrangulamento buldogue) | UFC 181: Hendricks vs. Lawler II             | 06/12/2014 | 1     | 4:59  | Las Vegas, Nevada       |                                                                  |
| Derrota | 4-4    | Jéssica Andrade      | Decisão (dividida)                             | UFC 171: Hendricks vs. Lawler                | 15/03/2014 | 3     | 5:00  | Dallas, Texas           |                                                                  |
| Vitória | 4-3    | Roxanne Modafferi    | Decisão (unânime)                              | The Ultimate Fighter 18 Finale               | 30/11/2013 | 3     | 5:00  | Las Vegas, Nevada       | Estreia no UFC                                                   |
| Derrota | 3-3    | Leslie Smith         | Decisão (unânime)                              | Invicta FC: Esparza vs. Hyatt                | 05/01/2013 | 3     | 5:00  | Kansas City, Kansas     |                                                                  |
| Derrota | 3-2    | Cat Zingano          | Finalização (mata leão)                        | Invicta FC: Penne vs. Sugiyama               | 06/10/2012 | 2     | 3:32  | Kansas City, Kansas     |                                                                  |
| Vitória | 3-1    | Raquel Pa'aluhi      | Finalização (guilhotina)                       | Destiny MMA - Na Koa 1                       | 08/09/2012 | 1     | 3:52  | Honolulu, Hawaii        |                                                                  |
| Vitória | 2-1    | Sarah Moras          | Decisão (unânime)                              | Invicta FC: Baszler vs. McMann               | 28/07/2012 | 3     | 5:00  | Kansas City, Kansas     | Estreia no Invicta FC                                            |
| Derrota | 1-1    | Tori Adams           | Decisão (unânime)                              | RMBB / TB - A Champion's Quest               | 22/06/2012 | 3     | 5:00  | Sheridan, Colorado      |                                                                  |
| Vitória | 1-0    | Kim Couture          | Nocaute Técnico (joelhadas)                    | MFP - Vengeance                              | 13/03/2012 | 2     | 2:25  | Casper, Wyoming         |                                                                  |